# Мочалова, Екатерина Николаевна
Мочало́ва Екатери́на Никола́евна (род. 24 февраля 1988, Барановичи, Брестская область) — российская исполнительница на домре и мандолине, солистка (с 2012 года) и концертмейстер (с 2019 года) Национального академического оркестра народных инструментов России имени Осипова, преподаватель Российской академии музыки имени Гнесиных, кандидат искусствоведения.

## Биография
В 2007 году окончила Витебское государственное музыкальное училище имени Соллертинского (класс И. Г. Грецкой), в 2012 году — Российскую академию музыки имени Гнесиных по специальности «Домра» в классе профессора Круглова и по специальности «Дирижирование оркестром народных инструментов» в классе профессора Ворона.
В 2012—2014 годы продолжила обучение в магистратуре, в 2014—2016 годы — в ассистентуре-стажировке РАМ имени Гнесиных. С 2012 года — солистка Национального академического оркестра народных инструментов России имени Осипова.
В 2011—2016 годы посещала мастер-классы ведущих исполнителей на мандолине: Марги Вильден-Хюсген, Гертруды Вейхофен, Хуана Карлоса Муньоса. Одной из первых среди российских исполнителей на мандолине стала победителем крупнейших международных исполнительских конкурсов. В 2018 году защитила кандидатскую диссертацию «Мандолинное и домровое исполнительское искусство: пути развития и взаимодействия».
Победитель I Всероссийского музыкального конкурса (2013), международного конкурса мандолинистов Osaka International Mandolin Competition (2013).
Специально для исполнительницы создано более 30 новых сочинений для домры и мандолины, среди авторов — Александр Чайковский, Ефрем Подгайц, Михаил Броннер, Кузьма Бодров, Валерий Воронов, Антон Танонов, Андрей Микита, Кирилл Волков.
Принимала участие в крупнейших музыкальных фестивалях и форумах. Сотрудничает с известными музыкантами, среди которых — Юрий Башмет, Денис Мацуев, Борис Березовский, Александр Сладковский.
Основатель и художественный руководитель первого фестиваля современного домрового искусства «Прима Домра» (проводится с 2020 года в Тамбове, Барнауле, Москве).
С 2015 года преподаёт на кафедре струнных народных инструментов Российской академии музыки имени Гнесиных и Тамбовского Государственного музыкально-педагогического института имени Рахманинова. Проводит лекции и мастер-классы во многих городах России, выступает с докладами на Международных научно-практических конференциях, участвует в жюри исполнительских конкурсов различного уровня.

## Награды и премии
Обладатель звания лауреата Всероссийских и международных конкурсов, среди которых:
- 2003 — Брест (Беларусь) — Республиканский конкурс им. И. Жиновича — II премия.
- 2004 — Брянск (Россия) — Межгосударственный конкурс «Славянские переборы» — I премия.
- 2005 — Киев (Украина) — Международные молодёжные Дельфийские игры — II премия.
- 2005 — Минск (Беларусь) — Республиканский конкурс им. Г. Жихарева — I премия.
- 2006 — Лида (Беларусь) — Республиканский конкурс им. И. Жиновича — I премия.
- 2006 — Брянск (Россия) — Межгосударственный конкурс «Славянские переборы» — Гран-при.
- 2007 — Минск (Беларусь) — Международный конкурс им. И. Жиновича — II премия.
- 2008 — Москва (Россия) — Международный конкурс «Современное искусство и образование» — I премия.
- 2008 — Москва (Россия) — Всероссийский конкурс им. Ипполитова-Иванова «Молодые таланты России» — I премия.
- 2010 — Тверь (Россия) — Десятые молодёжные Дельфийские игры России — I премия[4].
- 2011 — Нижний Новгород (Россия) — Международный конкурс исполнителей на домре и мандолине Вячеслава Круглова — II премия.
- 2012 — Осака (Япония) — 23rd Mandolin Competition of Japan — I премия[5].
- 2013 — Москва (Россия) — Первый Всероссийский музыкальный конкурс — I премия[6].
- 2013 — Осака (Япония) — IX Osaka International Mandolin Competition — I премия.
- 2015 — Сочи (Россия) — Международный фестиваль «Искусство объединяет мир» — Гран-при.
- 2016 — Москва (Россия) — Международный конкурс им. П. И. Нечепоренко — I премия.

## Концертная деятельность
Выступала в качестве солиста со многими коллективами России и зарубежья: Государственным камерным оркестром «Виртуозы Москвы», Государственным симфоническим оркестром Удмуртии, АОРНИ ВГТРК им. Н. Некрасова, ГАРКО «Боян», РНО «Москва», Красноярским АОНИ, Новосибирским АОРНИ, ОРНИ «Онего» Карельской филармонии, Нижегородским РНО, Губернаторским оркестром народных инструментов Вологодской области, Государственным концертным оркестром Якутии, АОРНИ «Сибирь» им. Е. Борисова, АОРНИ Могилевской филармонии им. Л. Иванова, ОРНИ им. Ф. Шаляпина Вятской филармонии, ансамблем старинной музыки «Telemann Consort».
Принимала участие в международных фестивалях «Московская осень», «Созвездие мастеров», «Струны молодой России», «Музыка России», «Окно в Швейцарию» (Москва), «Международный Гаврилинский музыкальный фестиваль» (Вологда), «Северное сияние» (Якутск), «Osaka International mandolin festival» (Осака, Япония), «Tamburica-Fest» (Нови-Сад, Сербия).

## Мировые премьеры
- Вера Зайцева. «Зеркало пруда» для трёх малых домр (2009).
- Александр Цыганков. «Славянский концерт-фантазия» для домры с оркестром народных инструментов (2013).
- Наталья Хондо. «Диалоги» для дуэта домр с оркестром народных инструментов (2014).
- Михаил Броннер. «Рондо войны» для домры, мандолины и фортепиано (2015).
- Михаил Броннер. «Шесть мгновений счастья или сны Золушки» для балалайки, мандолины и оркестра народных инструментов (2016); для балалайки, мандолины и струнного оркестра (2017).

## Публикации
- Мандолина в России: от истоков до современности // Музыка в современном мире: наука, педагогика, исполнительство: сб. ст. по материалам XIII Междунар. науч.-практ. конф., 17 фев. 2017 г. / Тамб. гос. муз.-пед. ин-т им. С. В. Рахманинова. — Тамбов, 2017.
- Взаимодействие домрового и мандолинного исполнительства в современной музыкальной культуре России // Теоретические и практические аспекты образования в сфере культуры и искусства: Мат-лы IV Всеросс. науч.-практич. конф. 27 — 28 октября 2017 г. / Сургутский музыкальный колледж. — Сургут: Изд-во ООО «Типография Винчера», 2017.
- Мандолина в творчестве российских композиторов // Научно — аналитический журнал «Дом Бурганова. Пространство культуры»: № 4, 2017. — М.: 2017.
- Мандолинное и домровое исполнительское искусство. Пути развития и взаимодействия. Диссертация. — М., 2018. — 148 с.
- Видеолекция «Мир щипковых инструментов: домра и мандолина» // Отдел по работе с целевыми программами РАМ им. Гнесиных в рамках проекта «Университетские субботы», июнь 2020.